# Governador Valadares
Governador Valadares är en stad och kommun i östra Brasilien och ligger i delstaten Minas Gerais. Staden ligger vid Docefloden och har cirka 280 000 invånare i kommunen. Governador Valadares fick kommunrättigheter 1937 under namnet Figueira do Rio Doce, ett namn som senare ändrades till det nuvarande.

## Administrativ indelning
Kommunen var år 2010 indelad i tretton distrikt:
- Alto de Santa Helena
- Baguari
- Brejaubinha
- Chonim
- Chonin de Baixo
- Derribadinha
- Goiabal
- Governador Valadares
- Penha do Cassiano
- Santo Antônio do Pontal
- São José do Itapinoã
- São Víto
- Vila Nova Floresta

## Befolkningsutveckling
| Område              | Areal (km²)   | Invånarantal 1 augusti 2000 | Invånarantal 1 augusti 2010 | Invånarantal 1 juli 2014 |
| ------------------- | ------------- | --------------------------- | --------------------------- | ------------------------ |
| Kommun              | 2 342,32      | 247 131                     | 263 689                     | 276 995                  |
| Urban befolkning    | Ingen uppgift | 236 098                     | 253 300                     | Ingen uppgift            |
| ...varav centralort | Ingen uppgift | 227 440                     | 245 103                     | Ingen uppgift            |